# Torilis stocksiana
Torilis stocksiana är en växtart i släktet rödkörvlar och familjen flockblommiga växter. Den beskrevs av Pierre Edmond Boissier och fick sitt nu gällande namn av Carl Georg Oscar Drude.

## Utbredning
Arten förekommer i västra Asien; från Arabiska halvön och Kaukasus i väster till Centralasien och Pakistan i öster.